# Mollarino
A Mollarino egy rövid olaszországi folyó. A Lazioi-szubappenninekben ered Alatri mellett a Monte Monna lejtőin (1492 m) majd átszeli Frosinone megyét és a Melfa folyóba torkollik.